# آنتونین کینسکی
آنتونین کینسکی (انگلیسی: Antonín Kinský؛ زادهٔ ۱۳ مارس ۲۰۰۳) بازیکن فوتبال اهل جمهوری چک است.
از باشگاه‌هایی که در آن بازی کرده است می‌توان به باشگاه فوتبال تاتنهام هاتسپر اشاره کرد.
وی همچنین در تیم‌های ملی فوتبال زیر ۱۵، ۱۶، ۱۷، ۱۹ و  ۲۱ سال جمهوری چک بازی کرده است.